# Earl H. Richardson
Earl H. Richardson (ur. 1871, zm. 1934) – amerykański przedsiębiorca i wynalazca, wynalazca żelazka elektrycznego.

## Życiorys
Urodził się w 1871 roku w Wisconsin. Mieszkał w Ontario w Kalifornii i pracował dla Ontario Electric Company w tymże mieście. W 1903 roku wynalazł żelazko elektryczne. Jako że elektryczność była wówczas dostarczana do domów jedynie nocą i służyła do oświetlania domów, Richardson miał problem ze sprzedażą swoich urządzeń. W tym celu przekonał pracodawcę, by dostarczał prąd do domów przez cały wtorek, który był tradycyjnym dniem prasowania, dzięki czemu wytworzył się popyt na elektryczne żelazka. Przedsiębiorstwo energetyczne otrzymało w zamian procent od sprzedaży żelazek.
W 1906 roku założył własne przedsiębiorstwo Pacific Electric Heating Co., które oprócz żelazek projektowało i produkowało także: piekarniki, tostery, grzałki do pralek i odkurzacze. Richardson wprowadził w żelazkach funkcję automatycznego wyłączania grzania, gdy urządzenie dostatecznie się nagrzewało. W 1912 roku przedsiębiorstwo zmieniło nazwę na Hotpoint Electric Heating Company, a w 1918 roku połączyło się z Hughes Electric Heating Company oraz Heating Device Section of General Electric Company i utworzyło Edison Electric Appliance Co. W 1927 roku General Electric Company kupiła od Richardsona całość udziałów, a w 1931 roku zmieniła firmę na Edison General Electric Company.
Zmarł w 1934 roku.